# Margalo Gillmore
Margaret Lorraine "Margalo" Gillmore (31 de mayo de 1897 – 30 de junio de 1986) fue una actriz teatral, cinematográfica y televisiva estadounidense de origen inglés.

## Biografía
Nacida en Londres, Inglaterra, Gillmore era la hija del actor Frank Gillmore, antiguo presidente del sindicato de actores Actors' Equity, y de la actriz Laura MacGillivray, así como hermana de la también actriz Ruth Gillmore. Su tía abuela era la actriz y directora teatral británica Sarah Thorne, y sus tíos abuelos los intérpretes Thomas Thorne y George Thorne.
Actriz de cuarta generación por parte de su familia paterna, Gillmore estudió en la American Academy of Dramatic Arts. Su larga carrera teatral abarcó desde The Scrap of Paper en 1917 hasta el musical de Noël Coward Sail Away, representado en el circuito de Broadway en 1961, llamando por vez primera la atención de la crítica en 1919 con la obra The Famous Mrs. Fair, en la cual trabajaba en compañía de Henry Miller y Blanche Bates. También fue destacable su interpretación en 1921 de la tuberculosa Eileen Carmody en la pieza de Eugene O'Neill The Straw. A lo largo de su trayectoria, Gillmore actuó con regularidad con la sociedad teatral Theatre Guild. 
Habiendo actuado como extra en una película muda para los Vitagraph Studios en 1913, con 16 años de edad, y en un corto, The Home Girl en 1928, Gillmore debutó con un papel de importancia en 1932 con Wayward, pero no volvió a trabajar para la gran pantalla hasta la década de 1950, en cintas como Cause for Alarm!, Perfect Strangers, Alta sociedad (1956) y Upstairs and Downstairs (1959).
En los años de la Segunda Guerra Mundial. Gillmore tuvo un papel en la producción itinerante de The Barretts of Wimpole Street. En la misma trabajaba buena parte del reparto original de Broadway, encabezado por la actriz Katharine Cornell, y bajo la dirección del marido de Cornell, Guthrie McClintic. Esa obra sirvió para entretener a las tropas destacadas en Italia, Francia e Inglaterra, llegando incluso a representarse a pocas millas del frente en Holanda, aprovechando el reparto la situación para hacer visitas diarias a los hospitales militares.  
Gillmore también intervino en televisión repitiendo el papel de Mrs. Darling que hizo en Broadway con el musical Peter Pan, el cual protagonizaba Mary Martin. Además, Gillmore formó parte del grupo de artistas denominado Algonquin Round Table.
Margalo Gillmore falleció a causa de un cáncer en 1986, en la ciudad de Nueva York. Tenía 89 años de edad. Fue enterrada en el Cementerio Aaron, en el Condado de Walker (Alabama).